# Кремлевский, Александр Магистрианович
Александр Магистрианович Кре́млевский (1872—1907) — русский православный богослов, священник.
Родился в деревне Кре́млево Кадниковского уезда Вологодской губернии. Сын священника Магистриана Александровича Шайтанова. В 1892—1896 годах учился в Казанской духовной академии, в 1898 году защитил диссертацию на тему «История пелагианства и пелагианская доктрина». В 1897 году Александру и его брату Петру (1870—1943) было разрешено императорским указом сменить фамилию на Кре́млевские. Законоучитель Ярославского кадетского корпуса.

## Основные труды
- «История пелагианства и пелагианская доктрина» (магистерская диссертация)/ А. Кремлевский. — Казань : типо-лит. Казан. ун-та, 1898. — 250, XLIV, III с.; 23.;
- «Первородный грех по учению блаженного Августина Иппонского» / А. Кремлевский. — Санкт-Петербург : тип. Лопухина, 1902. 127 с.; ;
- «Гермоген, патриарх всероссийский»: исторический очерк священника-законоучителя А. М. Кремлевского. — Петроград : Тип. А. П. Лопухина, 1903, 64 с., 1 л. портр.; 14 см.;
- «Гностик Маркион. Его личность, канон и доктрина» (Яросл., 1904);
- «Небожители. К вопросу о том, можно ли считать ангелов населением звёздных миров» (ib., 1904);
- «Зло здесь и за гробом. К вопросу о вечности мучений» (ib., 1904).
- «Пособие для изучающих православный христианский Катехизис» / Свящ. Александр Кремлевский. — Санкт-Петербург : изд. свящ. Петра Кремлевского, 1906. — 149, III с.; 25.